# يوشياتسو ؤوجي
يوشياتسو ؤوجي (باليابانية: 生地 慶充) (2 أبريل 1998 في طوكيو في اليابان – )؛ هو لاعب كرة قدم ياباني سابق كان يلعب كلاعب وسط.

## وصلات خارجية
- يوشياتسو ؤوجي على موقع رابطة كرة القدم اليابانية للمحترفين (اليابانية)
- يوشياتسو ؤوجي على موقع قاعدة بيانات كرة القدم.إي يو (الإنجليزية)
- يوشياتسو ؤوجي على موقع Soccerway.com (الإنجليزية)